# Camp de Mérignac
Le Camp de Mérignac, ou camp de Beaudésert, est un « centre de séjour surveillé » (CSS) ouvert par le régime de Vichy en 1940 au lieu-dit Beaudésert sur le territoire de la commune de Mérignac (Gironde). Y furent internés des nomades, des Juifs, des étrangers, des communistes, des républicains espagnols, des prostituées et des réfractaires au S.T.O..

## Historique
Un camp d'internement est créé à la demande des Autorités d'Occupation (A.O.) par arrêté préfectoral du 11 novembre 1940. Dans un premier temps, il assura les internements administratifs de populations nomades, mais l’Hôtel des émigrants du 24 quai de Bacalan à Bordeaux s'avérant trop exigu, le camp de Mérignac devint un lieu de détention pour des internés politiques. Dans la continuité du décret du 26 septembre 1939 et du décret du 9 avril 1940 dit « décret Sérol », instruments d’une répression anticommuniste : après de la signature du Pacte germano-soviétique les autorités françaises poursuivirent à grande échelle la traque des communistes. Ainsi, le 22 novembre 1940, 148 hommes et femmes suspectés d’activités syndicalistes et communistes sont arrêtés. La mise en service du camp de Mérignac à Beaudésert permait donc l’augmentation du nombre d’internés est par la suite pour, l’Occupant, un vivier d’otages.
Enfin, en application des accords Bousquet-Oberg de 1942, le camp de Mérignac servit de lieu de regroupement des juifs internés, en amont de leur déportation. 
Des gendarmes français et des Gardes civils sont affectés à la surveillance du camp qui releve de l’administration française.
Le régime de Vichy interne ainsi à Mérignac des personnes désignées comme « indésirables » : réfugiés espagnols et autres étrangers, juifs, nomades, militants communistes, etc.

## Caractéristiques
Le camp d'internement est installé au début de la guerre sur le site de Beaudésert, où un projet de construction de cité olympique dans les années 1920 n'avait pas abouti.
Il s'agit d'un petit camp entouré d'une haute palissade de fils barbelés et de miradors. Le camp est gardé par des gendarmes français. Les conditions de vie y sont déplorables, sans hygiène ni infirmerie.
Y sont détenus pendant quatre ans, tour à tour ou simultanément, militants politiques et syndicaux, condamnés de droit commun, « indésirables » et étrangers, trafiquants du marché noir, juifs, proxénètes, prostituées, réfractaires au S.T.O., raflés sans papiers, « dissidents » et « terroristes ». Cinq à six cents personnes y sont surveillées par une soixantaine de gendarmes et de gardes civils.

### Un lieu d'internement des juifs
À partir du 2 juillet 1942, des juifs des deux sexes âgés de 16 à 45 ans sont détenus au camp, à l'exception des juifs des nationalités : italienne, espagnole, turque, grecque, bulgare, hongroise, finnoise, norvégienne, anglaise, américaine et mexicaine.
Plus de 2 000 juifs de Bordeaux et de sa région sont internés au camp de Mérignac. Quinze cents d'entre eux sont transférés au camp de Drancy puis déportés vers les centres de mise à mort de Pologne. Une palissade sépare les baraques des juifs des baraques des autres détenus.
Les nomades et les juifs détenus au camp de Mérignac furent par la suite transférés au Camp de la Lande de Monts ou au camp de La Morellerie en Indre-et-Loire. De juillet à novembre 1942, 459 juifs internés à Mérignac sont transférés à Drancy puis déportés.
Pierre Garat, haut fonctionnaire vichyste, sous la responsabilité de Maurice Papon, secrétaire général de la préfecture de la Gironde, établit les listes, et procède au triage des juifs.

### Un lieu d'internement d'opposants politiques
À partir de l'été 1941, une clôture en fils de fer barbelés est construite pour regrouper les otages.
Le camp de Mérignac est l'une des annexes de la maison d'arrêt de Bordeaux du Fort du Hâ. Le 22 octobre 1941, des détenus du camp sont désignés comme otages et sont  fusillés à Souge et à Bordeaux.

### Internés célèbres
- Roger Allo, syndicaliste communiste
- Louis de La Bardonnie, résistant français
- Charles Nancel-Pénard, médecin communiste
- Samy Stourdzé, rabbin résistant

Sur les registres du camp de Beaudésert, on retrouve par erreur le nom du neurologue Boris Cyrulnik, dont les parents sont assassinés par la suite au camp d'Auschwitz.

### Archives du camp
Les archives du camp de Mérignac sont conservées aux Archives départementales de la Gironde.